# Manuel Tinio
Manuel Bondoc Tinio (ur. 7 czerwca 1877, zm. 22 lutego 1924) – filipiński wojskowy i polityk.

## Życiorys
Urodził się w Licab w Aliadze w prowincji Nueva Ecija. Był synem Mariana Tinio oraz Silverii Misadsad Bundoc. Wywodził się z zamożnego klanu o chińskich korzeniach wiązanego przede wszystkim ze środkowym Luzonem. Kształcił się w manilskim Colegio de San Juan de Letran. Wcześnie zaangażował się w działalność niepodległościową i antyhiszpańską, wstąpił w szeregi Katipunanu. Uczestnik rewolucji filipińskiej, pamiętany jest jako najmłodszy generał powstałych wówczas filipińskich sił zbrojnych. Awans otrzymał jako dziewiętnastolatek. Nie był przy tym jedynym wyjątkowo młodym dowódcą wysokiego szczebla znanym z tego konfliktu. Jedynie nieco starszy od niego był na przykład poległy w 1899 Gregorio del Pilar. Udało mu się wyzwolić kilka prowincji na północy Luzonu. Znalazł się w niewielkiej grupie Filipińczyków wysłanych do Hongkongu na skutek wynegocjowania porozumienia z hiszpańskimi władzami kolonialnymi. Po powrocie do kraju, który zbiegł się z wybuchem wojny amerykańsko-filipińskiej, ponownie włączył się w działania wojenne. Dowodził siłami rewolucyjnymi w La Union, Ilocos Norte, Abrze oraz Cagayanie. Następnie mianowano go naczelnym dowódcą wszystkich wojsk filipińskich na północy Luzonu. Poddał się Amerykanom 8 maja 1901, po bitwie pod Sinait w prowincji Ilocos Sur. Resztę życia poświęcił przede wszystkim prowadzeniu szeroko zakrojonej działalności gospodarczej. Zaangażował się też w działalność polityczną. W 1907 został gubernatorem rodzinnej prowincji. W 1909 mianowano go dyrektorem urzędu ds. kwestii pracowniczych. W 1913 został z kolei dyrektorem urzędu ds. zarządzania gruntami.
Zmarł w wyniku komplikacji zdrowotnych związanych z wątrobą. Pochowano go w Cabanatuan. Trzykrotnie zawierał związek małżeński. Jego klan, jako część tradycyjnej filipińskiej elity, wydał w późniejszych dekadach takie postacie jak pisarz i aktor Rolando Santos Tinio czy olimpijka Beatriz Lucero Lhuillier.